# Circuito Mundial de Voleibol de Praia de 2013
O Circuito Mundial de Voleibol de Praia de 2013 foi uma série de competições internacionais de vôlei de praia organizadas pela Federação Internacional de Voleibol (FIVB). Para a edição 2013, o Circuito incluiu 10 torneios Grand Slams, além do Campeonato Mundial.

## Calendário

### Feminino
| Torneio                                                                 | Ouro                                                | Prata                                             | Bronze                                            | Quarto lugar                                           |
| Aberto de Fuzhou Fuzhou, China De 23 a 28 de abril                      | ChinaXue Chen · Zhang Xi                            | EspanhaLiliana Fernández Steiner · Elsa Baquerizo | AlemanhaKatrin Holtwick · Ilka Semmler            | Países BaixosMadelein Meppelink · Sophie van Gestel    |
| Grand Slam de Xangai Xangai, China De 1 a 5 de maio                     | BrasilTalita Antunes · Taiana Lima                  | ÁustriaDoris Schwaiger · Stefanie Schwaiger       | BrasilMaria Clara · Carol                         | Países BaixosMadelein Meppelink · Sophie van Gestel    |
| Grand Slam de Corrientes Corrientes, Argentina De 22 a 26 de maio       | Países BaixosMadelein Meppelink · Sophie van Gestel | BrasilÁgatha Bednarczuk · Maria Elisa Antonelli   | BrasilMaria Clara · Carol                         | Estados UnidosJennifer Kessy · April Ross              |
| Grand Slam de Haia Haia, Holanda De 11 a 16 de junho                    | BrasilTalita Antunes · Taiana Lima                  | BrasilMaria Clara · Carol                         | AlemanhaKatrin Holtwick · Ilka Semmler            | Países BaixosJantine van der Vlist · Marloes Wesselink |
| Grand Slam de Roma Roma, Itália De 18 a 23 de junho                     | BrasilTalita Antunes · Taiana Lima                  | Estados UnidosJennifer Kessy · April Ross         | BrasilLiliane Maestrini · Bárbara Seixas          | AlemanhaKarla Borger · Britta Büthe                    |
| Campeonato Mundial Stare Jabłonki, Polônia De 1 a 6 de julho            | ChinaXue Chen · Zhang Xi                            | AlemanhaKarla Borger · Britta Büthe               | BrasilLiliane Maestrini · Bárbara Seixas          | Estados UnidosApril Ross · Whitney Pavlik              |
| Grand Slam de Gstaad Gstaad, Suíça De 9 a 14 de julho                   | ChinaXue Chen · Zhang Xi                            | BrasilLiliane Maestrini · Bárbara Seixas          | BrasilTalita Antunes · Taiana Lima                | AlemanhaLaura Ludwig · Kira Walkenhorst                |
| Aberto de Anapa Anapa, Rússia De 23 a 28 de julho                       | RússiaEkaterina Khomyakova · Evgenia Ukolova        | AlemanhaTeresa Mersmann · Isabel Schneider        | Estados UnidosHeather Hughes · Nielsen            | RússiaMaria Bratkova Prokopeva · Svetlana Popova       |
| Grand Slam de Long Beach Long Beach, Estados Unidos De 22 a 27 de julho | BrasilTalita Antunes · Taiana Lima                  | BrasilMaria Clara · Carol                         | AlemanhaKatrin Holtwick · Ilka Semmler            | Estados UnidosEmily Day · Summer Ross                  |
| Grand Slam de Berlim Berlim, Alemanha De 7 a 11 de agosto               | BrasilTalita Antunes · Taiana Lima                  | AlemanhaKatrin Holtwick · Ilka Semmler            | Estados UnidosJennifer Fopma · Brooke Sweat       | ChéquiaKristýna Kolocová · Markéta Sluková             |
| Grand Slam de Moscou Moscou, Rússia De 21 a 25 de agosto                | BrasilMaria Clara · Carol                           | AlemanhaLaura Ludwig · Kira Walkenhorst           | EspanhaLiliana Fernández Steiner · Elsa Baquerizo | ItáliaMarta Menegatti · Viktoria Orsi Toth             |
| Grand Slam de São Paulo São Paulo, Brasil De 9 a 13 de outubro          | Estados UnidosKerri Walsh · April Ross              | AlemanhaLaura Ludwig · Kira Walkenhorst           | BrasilÁgatha Bednarczuk · Maria Elisa Antonelli   | ItáliaMarta Menegatti · Viktoria Orsi Toth             |
| Grand Slam de Xiamen Xiamen, China De 23 a 27 de outubro                | Estados UnidosKerri Walsh · April Ross              | BrasilTalita Antunes · Taiana Lima                | AlemanhaLaura Ludwig · Kira Walkenhorst           | AlemanhaKatrin Holtwick · Ilka Semmler                 |
| Aberto de Phuket Phuket, Tailândia De 29 de outubro a 3 de novembro     | ChinaXue Chen · Xia Xinyi                           | Estados UnidosEmily Day · Summer Ross             | BrasilMaria Clara · Carol                         | BrasilÁgatha Bednarczuk · Maria Elisa Antonelli        |
| Aberto de Durban Durban, África do Sul De 11 a 14 de dezembro           | ChinaXue Chen · Xia Xinyi                           | AlemanhaChantal Laboureur · Julia Sude            | Estados UnidosWhitney Pavlik · Jennifer Kessy     | AlemanhaTeresa Mersmann · Isabel Schneider             |

### Masculino
| Torneio                                                                 | Ouro                                             | Prata                                             | Bronze                                      | Quarto lugar                                      |
| Grand Slam de Xangai Xangai, China De 30 de abril a 4 de maio           | Estados UnidosJake Gibb · Casey Patterson        | Brasil Pedro Solberg · Bruno Oscar Schmidt        | BrasilRicardo Alex Santos · Álvaro Filho    | PolóniaMichał Kądzioła · Jakub Szałankiewicz      |
| Grand Slam de Corrientes Corrientes, Argentina De 22 a 26 de maio       | LetôniaJānis Šmēdiņš · Aleksandrs Samoilovs      | Estados UnidosJake Gibb · Casey Patterson         | ItáliaPaolo Nicolai · Daniele Lupo          | Brasil Pedro Solberg · Bruno Oscar Schmidt        |
| Grand Slam de Haia Haia, Holanda De 11 a 16 de junho                    | BrasilPedro Solberg · Bruno Oscar Schmidt        | LetôniaJānis Šmēdiņš · Aleksandrs Samoilovs       | PolóniaGrzegorz Fijałek · Mariusz Prudel    | ÁustriaAlexander Huber · Robin Seidl              |
| Grand Slam de Roma Roma, Itália De 18 a 23 de junho                     | Estados UnidosPhil Dalhausser · Sean Rosenthal   | LetôniaJānis Šmēdiņš · Aleksandrs Samoilovs       | Brasil Pedro Solberg · Bruno Oscar Schmidt  | BrasilAlison Cerutti · Emanuel Rego               |
| Campeonato Mundial Stare Jabłonki, Polônia De 2 a 7 de julho            | Países BaixosAlexander Brouwer · Robert Meeuwsen | BrasilRicardo Alex Santos · Álvaro Filho          | AlemanhaJonathan Erdmann · Kay Matysik      | BrasilAlison Cerutti · Emanuel Rego               |
| Grand Slam de Gstaad Gstaad, Suíça De 9 a 14 de julho                   | BrasilRicardo Alex Santos · Álvaro Filho         | Brasil Pedro Solberg · Bruno Oscar Schmidt        | Estados UnidosJake Gibb · Casey Patterson   | Países BaixosAlexander Brouwer · Robert Meeuwsen  |
| Grand Slam de Long Beach Long Beach, Estados Unidos De 23 a 28 de julho | Estados UnidosPhil Dalhausser · Sean Rosenthal   | EspanhaPablo Herrera · Adrián Gavira              | ItáliaPaolo Nicolai · Daniele Lupo          | Estados UnidosJake Gibb · Casey Patterson         |
| Grand Slam de Berlim Berlim, Alemanha De 7 a 11 de agosto               | BrasilEvandro Gonçalves · Vitor Felipe           | RússiaKonstantin Semenov · Viacheslav Krasilnikov | EspanhaPablo Herrera · Adrián Gavira        | ItáliaAndrea Tomatis · Alex Ranghieri             |
| Grand Slam de Moscou Moscou, Rússia De 21 a 25 de agosto                | LetôniaŠmēdiņš · Aleksandrs Samoilovs            | BrasilEvandro Gonçalves · Emanuel Rego            | BrasilRicardo Alex Santos · Álvaro Filho    | ÁustriaLorenz Petutschnig · Alexander Horst       |
| Grand Slam de São Paulo São Paulo, Brasil De 9 a 13 de outubro          | Brasil Pedro Solberg · Bruno Oscar Schmidt       | Estados UnidosPhil Dalhausser · Casey Jennings    | LetôniaJānis Šmēdiņš · Aleksandrs Samoilovs | EspanhaPablo Herrera · Adrián Gavira              |
| Grand Slam de Xiamen Xiamen, China De 22 a 26 de outubro                | BrasilAlison Cerutti · Vitor Felipe              | Países BaixosAlexander Brouwer · Robert Meeuwsen  | ItáliaPaolo Nicolai · Daniele Lupo          | Países BaixosJon Stiekema · Christiaan Varenhorst |
| Aberto de Durban Durban, África do Sul De 11 a 14 de dezembro           | LetôniaJānis Šmēdiņš · Aleksandrs Samoilovs      | LetôniaMārtiņš Pļaviņš · Aleksandrs Solovejs      | BrasilPedro Solberg · Bruno Oscar Schmidt   | ChéquiaPremysl Kubala · Jan Dumek                 |

## Quadro de medalhas
| Ordem | País           | Medalha de ouro | Medalha de prata | Medalha de bronze | Total |
| ----- | -------------- | --------------- | ---------------- | ----------------- | ----- |
| 1     | Brasil         | 11              | 9                | 10                | 30    |
| 2     | Estados Unidos | 5               | 3                | 3                 | 11    |
| 3     | Letônia        | 3               | 3                | 1                 | 7     |
| 4     | China          | 3               | 0                | 0                 | 3     |
| 5     | Países Baixos  | 2               | 1                | 0                 | 3     |
| 6     | Alemanha       | 0               | 5                | 4                 | 9     |
| 7     | Espanha        | 0               | 1                | 2                 | 3     |
| 8     | Áustria        | 0               | 1                | 0                 | 1     |
| 8     | Rússia         | 0               | 1                | 0                 | 1     |
| 10    | Itália         | 0               | 0                | 3                 | 3     |
| 11    | Polónia        | 0               | 0                | 1                 | 1     |